# Wegestock Schlich

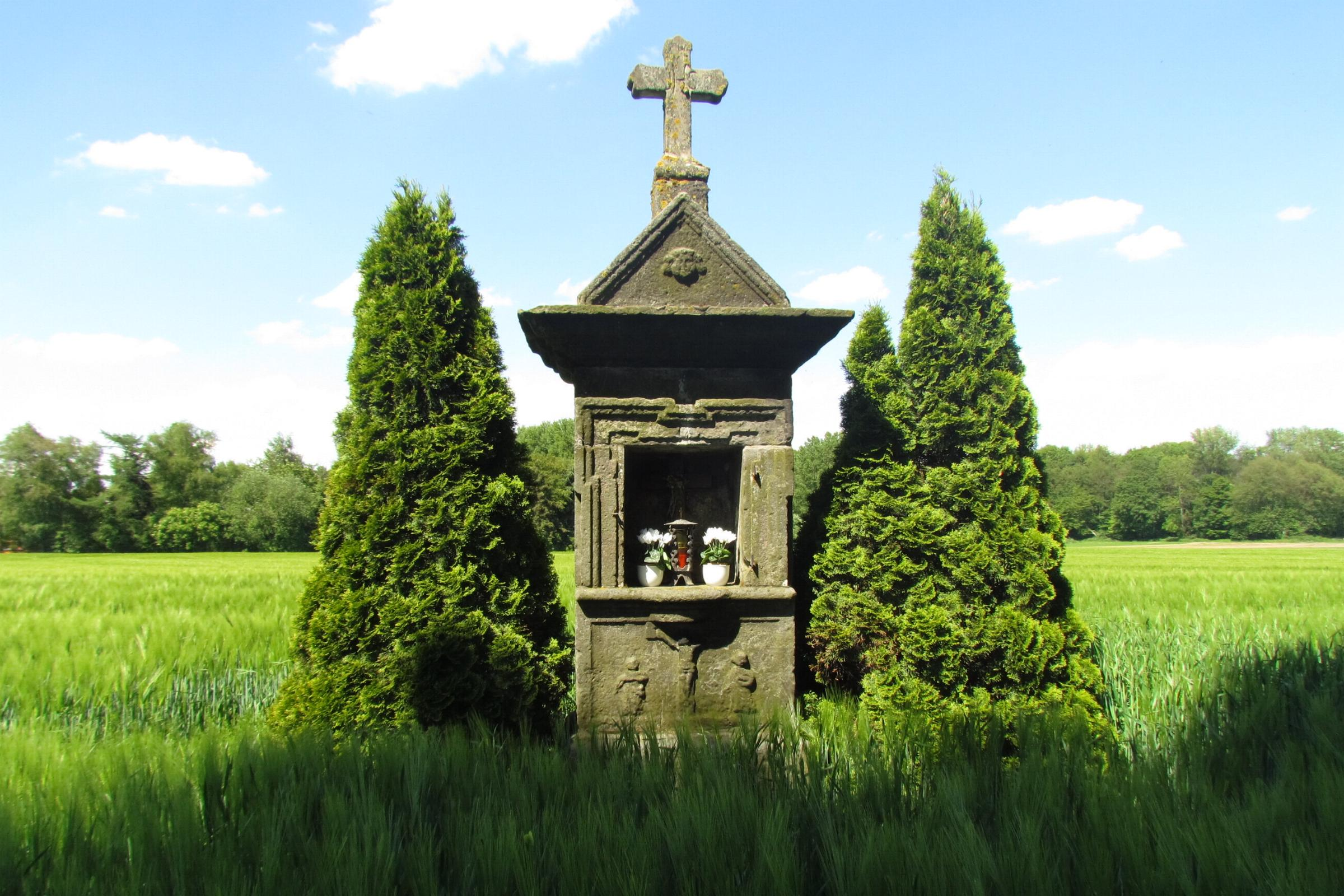
Wegestock

Der Wegestock Schlich steht im Stadtteil Glehn in Korschenbroich  im Rhein-Kreis Neuss in Nordrhein-Westfalen an der Kreisstraße 8.
Das Flurkreuz wurde Anfang des 18. Jahrhunderts erbaut und unter Nr. 067 am 16. September 1985 in die Liste der Baudenkmäler in Korschenbroich eingetragen.

## Architektur
Das hohe Kreuz wurde aus Sandstein gefertigt. Es steht auf einem quadratischen Grundriss mit tiefer Rechtecknische, ausladendem Kranzgesims und ist übergiebelt. Das Kreuz fehlt; unter der Rechtecknische ist ein flaches Kreuzigungsrelief aus Sandstein.